# Borough de Charnwood

Localisation du district de Charnwood dans le Leicestershire.

Charnwood est un district non-métropolitain du Leicestershire, en Angleterre. Il doit son nom à la forêt de Charnwood, qui s'y trouve. Sa plus grande ville est Loughborough, pôle commercial et administratif. Au sud, le district jouxte Leicester, qui se trouve à environ 20 km de Loughborough.
Le district est créé le 1er avril 1974, par le Local Government Act de 1972. Il est issu de la fusion du district municipal de Loughborough, du district urbain de Shepshed et du district rural de Barrow upon Soar. Il a reçu le statut de borough le 15 mai 1974.